# Pacheco de Narváez
Pour les articles homonymes, voir Narváez.
Luis Pacheco de Narváez (Baeza, 1570-1640) est un maître d'armes espagnol disciple de Jeronimo de Carranza. Il met au point sa propre méthode d'escrime, la verdadera Destreza basée sur des théories géométriques et mathématiques. L'escrime espagnole peut aussi être désignée sous le terme d'escrime euclidienne.

## Œuvres
- Libro de las grandezas de la espada (1600)